# Adele Bianchi
Adele Bianchi (Ferrara, 26 agosto 1842 – Ferrara, ...) è stata una geografa italiana.
Figlia di Luigi e Carolina Pagliarini, nonché sorella maggiore dell'esploratore Gustavo Bianchi ucciso in Dancalia nel 1884, si occupò di cartografia e di nomi territoriali. 
Pubblicò studi a carattere storico-geografico, in particolare sul periodico «La Geografia» edito, fra il 1912 e il 1930, dall'Istituto Geografico De Agostini di Novara. 
Fra questi vanno ricordati la monografia corografica La Ciocieria del 1916, i saggi sul lago di Lennestadt e sulla grafia e la pronunzia dei nomi dei comuni della Provincia di Como, rispettivamente del 1917 e del 1918, e le quattro lezioni su L'Africa che furono pubblicate tra il 1918 e il 1919.